# İbrahim Çelikkol
İbrahim Çelikkol (İzmit, 14 de febrero de 1982) es un actor y modelo turco.

## Filmografía

### Televisión
| Año       | Título                 | Personaje        | Nota(s)      |
| --------- | ---------------------- | ---------------- | ------------ |
| 2008      | Pars: Narkoterör       | Şamil Baturay    | Protagonista |
| 2009      | M.A.T.                 | Sinan Atalay     | Protagonista |
| 2010      | Keskin Bıçak           | Mithat           | Protagonista |
| 2010-2011 | Karadağlar             | Gül Ali Karadağ  | Protagonista |
| 2011-2012 | Iffet                  | Cemil Özdemir    | Protagonista |
| 2013-2014 | Merhamet               | Fırat Kazan      | Protagonista |
| 2014      | Reaksiyon              | Oğuz Ayaz        | Protagonista |
| 2016      | Seddülbahir 32 Saat    | Mehmet Çavuş     | Protagonista |
| 2016      | Kördüğüm               | Ali Nejat Karasu | Protagonista |
| 2017-2018 | Siyah Beyaz Aşk        | Ferhat Aslan     | Protagonista |
| 2018-2019 | Muhteşem İkili         | Mert Barca       | Protagonista |
| 2019-2021 | Doğduğun Ev Kaderindir | Mehdi Karaca     | Protagonista |
| 2022-2024 | Kuş Uçuşu              | Kenan            | Protagonista |
| 2021-2022 | Bir Zamanlar Çukurova  | Hakan Gümüşoğlu  | Protagonista |

### Cine
| Año  | Título     | Personaje      | Nota(s)      |
| ---- | ---------- | -------------- | ------------ |
| 2012 | Fetih 1453 | Ulubatlı Hasan | Protagonista |
| 2014 | Sadece Sen | Ali            | Protagonista |
| 2024 | Mest i ask | Eskandar       | Protagonista |